# Prasit Padungchok
Prasit Padungchok (tiếng Thái: ประสิทธิ์ ผดุงโชค, sinh ngày 13 tháng 10 năm 1982) là một cầu thủ bóng đá người Thái Lan hiện đang thi đấu ở vị trí thủ môn cho câu lạc bộ Thai League 1 Police Tero.

## Sự nghiệp quốc tế
Anh có tên trong đội hình của Milovan Rajevac cho Thái Lan thi đấu giao hữu vào tháng 10 năm 2017, nhưng không được ra sân.

## Danh hiệu

### Câu lạc bộ
BEC Tero Sasana
- Cúp Liên đoàn bóng đá Thái Lan (1): 2014

Muangthong United
- Cúp Liên đoàn bóng đá Thái Lan (1): 2017
- Thailand Champions Cup (1): 2017
- Giải bóng đá vô địch các câu lạc bộ sông Mê Kông (1): 2017